# محور 26 يوليو
محور 26 يوليو طريق سريع وأحد الطرق الرئيسية داخل محافظة الجيزة في جمهورية مصر العربية، يربط بين حي المهندسين ومدينة السادس من أكتوبر بطول 29 كم، تبلغ سعة الطريق في الاتجاه الواحد أربعة حارات مرورية رئيسية وثلاثة حارات مرورية جانبية في مناطق، وثلاثة حارات مرورية رئيسية في مناطق أخرى، والسرعة القانونية 90 كم/ساعة للسيارات، ويبدأ الطريق شرقاً من ميدان لبنان بحي المهندسين داخل مدينة الجيزة ويتجه غربًا حتى التقاطع مع طريق الواحات داخل مدينة السادس من أكتوبر، ويشمل الطريق على 30 كوبري على المصارف، الترع، والطرق الفرعية، وكذلك عدة كباري لعبور المشاة، يتقاطع الطريق مع الطريق الدائري للقاهرة الكبرى، وطريق القاهرة - الإسكندرية الصحراوي.
يضم الطريق العديد من المعالم أهمها مدينة زويل للعلوم والتكنولوجيا، جامعة النيل، مستشفى دار الفؤاد، جامعة مصر للعلوم والتكنولوجيا، ونادي وادي دجلة، والعديد من المجمعات السكنية والتجارية، ويجري حالياً أعمال تطوير وتوسعة للمحور وذلك من خلال جعل المحور الحالي اتجاه سير واحد فقط مع إقامة محور جديد بالكامل بجوار المحور القائم ليكون اتجاه السير الثاني، وذلك في المسافة من ميدان لبنان وحتى تقاطع طريق القاهرة الإسكندرية الصحراوي، وكذلك إنشاء وصلات وتقاطعات فرعية للطريق واستحداث منازل ومطالع جديدة لخدمة مواقع جديدة.